# Regionalwahl in Friaul-Julisch Venetien 1964
Die Regionalwahl in Friaul-Julisch Venetien 1964 fand am 10. und 11. Mai statt.

## Wahlergebnis
| Listen            | Listen                                                 | Stimmen | %    | Mandate |
| ----------------- | ------------------------------------------------------ | ------- | ---- | ------- |
|                   | Democrazia Cristiana                                   | 327.081 | 43,1 | 28      |
|                   | Partito Comunista Italiano                             | 140.845 | 18,6 | 11      |
|                   | Partito Socialista Italiano                            | 81.153  | 10,7 | 7       |
|                   | Partito Socialista Democratico Italiano                | 70.205  | 9,3  | 6       |
|                   | Partito Liberale Italiano                              | 46.700  | 6,2  | 3       |
|                   | Movimento Sociale Italiano                             | 46.538  | 6,1  | 3       |
|                   | Partito Socialista Italiano di Unità Proletaria        | 20.156  | 2,7  | 1       |
|                   | Slovenska Skupnost                                     | 10.009  | 1,3  | 1       |
|                   | Partito Repubblicano Italiano                          | 6.799   | 0,9  | 1       |
|                   | Movimento Indipendentista Territorio Libero di Trieste | 5.052   | 0,7  | –       |
|                   | Partito Democratico Italiano di Unità Monarchica       | 3.656   | 0,5  | –       |
|                   | Unione Nuova Europa                                    | 722     | 0,1  | –       |
| Gesamt            | Gesamt                                                 | 758.916 | 100  | 61      |
|                   |                                                        |         |      |         |
| Ungültige Stimmen | Ungültige Stimmen                                      | 21.192  | 2,7  |         |
| Wähler            | Wähler                                                 | 780.108 | 88,5 |         |
| Wahlberechtigte   | Wahlberechtigte                                        | 881.231 |      |         |